# Henning
Henning ist ein männlicher Vorname und ein Familienname.

## Herkunft und Bedeutung
Für den Namen Henning kommen verschiedene Herleitungen in Frage:
- niederdeutsche Kurzform von Johenning[1], einem niederdeutschen Patronym von Johannes[2][3]
- niederdeutsche Koseform von Johannes oder Heinrich[1][2]
- Variante von Hemming[1], einer jüngeren Form des altnordischen Namens HæmingR:[4]
  - altnordisch hemingr „Haut des Schenkels“[5]
  - altnordisch hamr „Form, Gestalt“ und -ingR „Sohn von ...“ oder „zugehörig zu ...“[5][6]

## Verbreitung
Der Name war insbesondere um 1200–1500 ein beliebter Name in den norddeutschen Gebieten Mecklenburg, Hannover, Hamburg, Holstein und Pommern.
Erste Nennungen:
- Henning = Johannes Beck, 1214 in Koblenz
- Henning = Johannes Older, 1290 in Stralsund
- Henning = Johannes Brunswick, 1305 in Kolberg
- Henning = Johannes Dotenberg (Ritter), 1326 in Greifswald

In Dänemark erfolgte die erste Nennung bereits im 12. Jahrhundert.
Heute ist der Name vor allem in Dänemark verbreitet. Auch in Norwegen ist er populär, wo er von 1953 bis 1985 fast durchgängig zu den 100 meistvergebenen Jungennamen zählte. In Schweden kommt er seltener vor.
In Deutschland war der Name insbesondere zu Beginn der 1940er Jahre sowie in den 1970er und 1980er Jahren beliebt, und zwar vorwiegend in Norddeutschland. Seit den 1990er Jahren sank die Popularität des Namens immer weiter. Im Jahr 2021 belegte er Rang 332 der Hitliste. Am beliebtesten ist er dabei in Mecklenburg-Vorpommern.
Der Name kommt in Österreich mindestens seit 1990 in der Namensgebung vor, in den letzten 10 Jahren wurde er fast jährlich vergeben. Von 1984 bis 2023 wurden etwa 20 Jungen so genannt. In der Schweiz kommt der Name seit 2020 fast jedes Jahr in den Hitlisten vor, er wird aber nicht häufig bei der Namenswahl berücksichtigt. Es tragen 226 Personen den Namen (Stand 2023). In den USA kam der Name seit 1930 hin und wieder in den Vornamenscharts vor, seit 2010 wird er regelmäßig gewählt. In den letzten 10 Jahren wurde er rund 120 Mal vergeben. Die Vergabe ist auch in England, Schottland und Kanada nachgewiesen.

## Varianten
Gelegentlich vorkommende Schreibweisen in Schlesien und der Lausitz sind Hennig und Hannig.
Die (heute sehr seltene) weibliche Variante des Namens ist Henninge.
Für weitere Varianten: siehe Johannes#Varianten bzw. Heinrich#Varianten

## Namensträger

### Vorname

#### A
- Henning von Ahlefeldt (1705–1778), Königlich Dänischer Kammerherr und Geheimer Rat
- Henning Ahrens (* 1964), deutscher Schriftsteller und Übersetzer
- Henning Arnisaeus (1575–1636), deutscher Mediziner, Philosoph und Politiker

#### B
- Henning Bahs (1928–2002), dänischer Drehbuchautor
- Henning Baum (* 1972), deutscher Filmschauspieler
- Henning Beck (* 1983), deutscher Biochemiker, Neurowissenschaftler, Science Slammer und Autor
- Henning Beer (* 1958), deutscher Terrorist der RAF
- Henning Behrens (* 1940), deutscher Wirtschafts- und Politikwissenschaftler
- Henning Berg (* 1954), deutscher Posaunist und Komponist
- Henning Berg (* 1969), norwegischer Fußballspieler
- Henning von Berg (* 1961), deutscher Planungsingenieur und Fotograf
- Henning Berzau (1921–2008), deutscher Dichter und Liedermacher, siehe Henner Berzau
- Henning Binnewies (* 1950), deutscher Politiker (SPD)
- Henning Bock (* 1931), deutscher Kunsthistoriker und Museumsdirektor
- Henning von Boehmer (1903–1987), deutscher Unternehmer, Gutsbesitzer, Rechtsanwalt und Beamter
- Henning von Boehmer (* 1943), deutscher Jurist und Journalist
- Henning Boëtius (1939–2022), deutscher Schriftsteller
- Henning Bommel (* 1983), deutscher Radrennfahrer
- Henning Börm (* 1974), deutscher Althistoriker
- Henning Brabandt (1550–1604), deutscher Jurist
- Henning von Bredow, Bischof von Brandenburg
- Henning E. Brøndum (1916–1947), dänischer Nationalsozialist
- Henning Brümmer (1941–2017), deutscher Brigadegeneral des Heeres der Bundeswehr
- Henning Bürger (* 1969), deutscher Fußballspieler und -trainer

#### C
- Henning Calvör (1686–1766), deutscher Theologe und Mechaniker
- Henning Christiansen (1932–2008), dänischer Komponist
- Henning Christophersen (1939–2016), dänischer Politiker

#### D
- Henning Dedekind (1562–1626), deutscher Komponist

#### E
- Henning Eichberg (1942–2017), deutscher Historiker und Kultursoziologe
- Henning Enoksen (1935–2016), dänischer Fußballspieler und -trainer

#### F
- Henning Fangauf (* 1954), deutscher Theaterautor und Dramaturg
- Henning Finck (* 1975), deutscher Politiker (CDU)
- Henning Fouckhardt (* 1959), deutscher Physiker und Hochschullehrer
- Henning Frederichs (1936–2003), deutscher Komponist, Kirchenmusiker und Dirigent
- Henning Frenzel (* 1942), deutscher Fußballspieler
- Henning Fritz (* 1974), deutscher Handballspieler
- Henning Fröschle (* 1970), deutscher Handballspieler und -trainer

#### G
- Henning Genz (1938–2006), deutscher Physiker
- Henning Glawatz (1949–2025), deutscher Brigadegeneral
- Henning Grenander (1874–1958), schwedischer Eiskunstläufer
- Henning Greve (* 1954), deutscher Bildhauer
- Henning Grieneisen (* 1984), deutscher Fußballspieler
- Henning Große (1553–1621), deutscher Buchhändler und Verleger
- Henning Grunwald (1942–2009), deutscher Schriftsteller
- Henning Göde (1450–1521), deutscher Jurist

#### H
- Henning Hammarlund (1857–1922), schwedischer Uhrenfabrikant
- Henning Hardt (* 1971), deutscher Fußballspieler und -trainer
- Henning Harnisch (* 1968), deutscher Basketballspieler
- Henning Hauger (* 1985), norwegischer Fußballspieler
- Henning vom Haus (?–1488), Bischof von Hildesheim 1471–1481
- Henning Helgesson, schwedischer Fußballspieler
- Henning Heske (* 1960), deutscher Lyriker und Autor
- Henning von der Heyde (1487–1520), deutscher Bildschnitzer und Maler
- Henning von Holtzendorff (1853–1919), deutscher Admiral
- Henning Homann (* 1979), deutscher Politiker (SPD)
- Henning Hoops (* 1946), deutscher Marineadmiral
- Henning Huffer (* 1944), deutscher Rechtsanwalt, Flugabenteurer und Autor
- Henning Höppner (* 1949), deutscher Politiker (SPD)

#### I
- Henning Iven (?–1469), deutscher Theologe und Bischof

#### J
- Henning Jensen (* 1943), dänischer Schauspieler
- Henning Jensen (1949–2017), dänischer Fußballspieler
- Henning Jessen (* 1976), deutscher Jurist und Hochschullehrer

#### K
- Henning Kagermann (* 1947), deutscher Physiker und Manager
- Henning Kaul (* 1940), deutscher Politiker (CSU)
- Henning Kiene (* 1959), deutscher Theologe
- Henning Alexander von Kleist (1676/77–1749), deutscher Generalfeldmarschall
- Henning Alexander von Kleist (1707–1784), deutscher Generalleutnant
- Henning Klostermann (* 1938), deutscher Geograph und Politiker (SPD)
- Henning Koppel (1918–1981), dänischer Designer und Bildhauer
- Henning Krautmacher (* 1957), deutscher Sänger
- Henning Kreke (* 1965), deutscher Manager
- Henning Kröger, deutscher Orgelbauer
- Henning Krumrey (* 1962), deutscher Journalist

#### L
- Henning von der Lancken (1937–2014), deutscher Politiker (CDU)
- Henning Larsen (1925–2013), dänischer Architekt
- Henning Lobin (* 1964), deutscher Sprachwissenschaftler und Hochschullehrer
- Henning Lohner (* 1961), deutscher Regisseur, Drehbuchautor und Filmkomponist
- Henning Luther (1947–1991), deutscher Theologe

#### M
- Henning Mankell (1948–2015), schwedischer Schriftsteller
- Henning Mankell (1886–1930), schwedischer Komponist
- Henning May (* 1992), deutscher Sänger
- Henning Mittendorf (* 1938), deutscher Künstler
- Henning Molfenter (* 1967), deutscher Filmproduzent
- Henning Müller (1896–1980), schwedischer Tennisspieler

#### N
- Henning Nöhren (* 1985), deutscher Schauspieler, Synchronsprecher und Sänger

#### O
- Henning Otte (* 1968), deutscher Politiker (CDU)
- Henning Ottmann (* 1944), deutscher Philosoph und Hochschullehrer

#### P
- Henning Parcham (1552–1602), deutscher Ratsherr
- Henning Pawel (1944–2022), deutscher Schriftsteller
- Henning Peker (* 1966), deutscher Schauspieler
- Henning Pertiet (* 1965), deutscher Blues- und Jazz-Musiker
- Henning Piper (1931–2012), deutscher Richter
- Henning Pleijel (1873–1962), schwedischer Physiker und Elektrotechniker
- Henning Podebusk (?–1388), bedeutender Politiker des Mittelalters
- Henning Protzmann (* 1946), deutscher Musiker
- Henning von Puttkamer (1826–1907), preußischer Gerichtsrat und Abgeordneter

#### R
- Henning Rehbaum (* 1973), deutscher Politiker
- Henning von Rentelen (1360–1406), Bürgermeister von Lübeck
- Henning Rischbieter (1927–2013), deutscher Theaterkritiker
- Henning Rischer (* 1945), deutscher Historiker und Autor
- Henning Ritter (1943–2013), deutscher Journalist, Schriftsteller und Übersetzer
- Henning Rosenau (* 1964), deutscher Rechtswissenschaftler
- Henning Röhl (1943–2023), deutscher Hörfunk- und Fernsehjournalist
- Henning Rübsam, deutscher Tänzer und Choreograf
- Henning Rümenapp (* 1976), deutscher Musiker, Gitarrist der Guano Apes, Produzent, Dozent

#### S
- Henning Scheich (1942–2025), deutscher Hirnforscher und Naturkundler
- Henning Scherf (* 1938), deutscher Politiker (SPD)
- Henning Schindekopf (1330–1370), Deutschordensritter
- Henning Schleiff (* 1937), deutscher Politiker (SED)
- Henning Schlüter (1927–2000), deutscher Schauspieler
- Henning Schmidt (* 1973), deutscher Elektromusiker, siehe Plemo
- Henning Schmidt-Semisch (* 1964), deutscher Soziologe und Kriminologe
- Henning Schrader (* 1940), deutscher Politiker (CDU)
- Henning Schröder (1945–2012), deutscher Physiker
- Henning Schröer (1931–2002), deutscher Theologe
- Henning Schulte-Noelle (* 1942), deutscher Manager
- Henning Schulz (* 1972), deutscher Politiker (CDU), Bürgermeister von Gütersloh
- Henning Schwarz (1928–1993), deutscher Politiker (CDU)
- Henning Schöttke (* 1952), deutscher Comiczeichner und Illustrator
- Henning Siemens (* 1974), deutscher Handballspieler
- Henning Sieverts (* 1966), deutscher Jazzmusiker und Komponist
- Henning Solberg (* 1973), norwegischer Rennfahrer
- Henning Stegelmann (* 1964), deutscher Synchronbuchautor
- Henning Stensrud (* 1977), norwegischer Skispringer
- Henning Stichtenoth (* 1944), deutscher Mathematiker
- Henning von Storch (1934–2018), deutscher Politiker (CDU)
- Henning von Stralenheim (1665–1731), deutsch-schwedischer Militär und Diplomat
- Henning Sußebach (* 1972), deutscher Journalist
- Henning Svensson (1891–1979), schwedischer Fußballspieler und -trainer
- Henning Swyn (1502–1533), Ratsherr in Dithmarschen

#### T
- Henning Tants (* 1949), deutscher Politiker (CDU)
- Henning Tögel (1954–2013), deutscher Konzertveranstalter
- Henning von Tresckow (1901–1944), deutscher Generalmajor und Widerstandskämpfer

#### V
- Henning Vater (* 1960), deutscher Violinist und Orchesterleiter
- Henning Venske (* 1939), deutscher Schauspieler, Moderator und Schriftsteller
- Henning Verlage (* 1978), deutscher Musikproduzent
- Henning Vogt (* 1972), deutscher Schauspieler
- Henning Voscherau (1941–2016), deutscher Notar und Politiker

#### W
- Henning Wagenbreth (* 1962), deutscher Grafiker
- Henning Wehland (* 1971), deutscher Musiker (H-Blockx)
- Henning Wehn (* 1974), deutscher Comedian
- Henning Wiechers (* 1974), deutscher Handballspieler
- Henning Wiesner (* 1944), deutscher Tierarzt und Zoodirektor
- Henning Bernward Witter (1683–1715), deutscher Theologe
- Henning Wrede (* 1939), deutscher Archäologe

#### Z
- Henning Zoz (1964–2024), deutscher Nanotechnologe und Unternehmer
- Henning Zülch (* 1973), deutscher Wirtschaftswissenschaftler

### Familienname

#### A
- Adolf Henning (1809–1900), deutscher Maler
- Adolf Wilhelm Henning (1837–1918), deutscher Rittergutsbesitzer und Politiker, MdR
- Aegidius Henning (um 1630–1686), deutscher Schriftsteller und Theologe
- Agnes Henning, deutsche Klassische Archäologin
- Alan Henning (1967–2014), britischer Entwicklungshelfer
- Alex Henning, Filmtechniker
- Alexander Henning (1892–1974), russlanddeutscher Literaturhistoriker, Pädagoge und Lyriker
- André Henning (* 1984), deutscher Hockeytrainer
- Andreas Henning (* 1969), deutscher Kunsthistoriker, Kurator und Museumsdirektor
- Ann-Marlene Henning (* 1964), dänische Psychologin, Sexologin, Moderatorin und Autorin
- Anne Henning (* 1955), US-amerikanische Eisschnellläuferin
- Anton Henning (* 1964), deutscher Maler und Installationskünstler
- Astrid Henning-Jensen (1914–2002), dänische Regisseurin und Drehbuchautorin

#### B
- Bardo Henning (* 1955), deutscher Jazzmusiker und Komponist
- Bastian Henning (* 1983), deutscher Fußballspieler
- Bjarne Henning-Jensen (1908–1995), dänischer Schauspieler, Drehbuchautor und Regisseur
- Bryan Henning (* 1995), deutscher Fußballspieler

#### C
- Cameron Henning (* 1960), kanadischer Schwimmer
- Carl Henning (1860–1917), Siebenbürger Mediziner
- Carl Julius Henning (1813–1848), deutscher Maler
- Christian Henning (Agrarwissenschaftler) (* 1964), deutscher Agrarökonom
- Christian Henning (Fußballspieler) (* 1977), deutscher Fußballspieler
- Christian Friedrich Henning, preußischer Buchdrucker (Versuch über die wahre Art das Clavier zu spielen)
- Christine Henning (* 1981), deutsche Fernsehmoderatorin
- Christoph Henning (* 1973), deutscher Philosoph und Autor

#### D
- Dieter Henning (1936–2007), deutscher Ingenieur
- Dietrich Heinrich Henning († 1866 oder später), deutscher Gastwirt und Königlich Hannoverscher Hof-Asphalt-Fabrikant
- Dirk Henning (* 1968), deutscher Archivar, Historiker und Museumsleiter
- Doug Henning (1947–2000), kanadischer Zauberkünstler

#### E
- Eckart Henning (* 1940), deutscher Archivar und Historiker
- Eduard Henning (1812–1860), Abgeordneter der Frankfurter Nationalversammlung
- Edvin  Wilhelm Henning (1899–1955), schwedischer Maler und Bildhauer
- Emil Henning (1824–1891), deutscher Lithograf
- Erich Müller-Henning (1906–1942), deutscher Verwaltungsbeamter (NSDAP) und Landrat
- Ernst Henning (1892–1931), deutscher Politiker (KPD) und NS-Opfer
- Erwin Henning (1901–1993), deutscher Maler
- Eva Henning (1920–2016), schwedische Schauspielerin

#### F
- Fabian Henning (* 1989), deutscher Rettungsschwimmer
- Frank Henning (* 1966), deutscher Finanzbeamter und Politiker (SPD)
- Friedrich Henning (Unternehmer) (1853–1914), württembergischer Unternehmer und Landtagsabgeordneter
- Friedrich Henning (Historiker) (1917–2008), deutscher  Historiker und Leiter des Archivs der Friedrich-Naumann-Stiftung
- Friedrich-Wilhelm Henning (1931–2008), deutscher Historiker
- Fritz Henning (1877–1958), deutscher Physiker

#### G
- Georg Friedrich Henning (1863–1945), deutscher Chemiker, Pharmazeut und Unternehmer
- Georg Wilhelm Henning (1676–1750), deutsch-russischer Ingenieur, Konstrukteur und Offizier
- Gisela Henning (1936–2003), deutsche Leichtathletin
- Gerda Henning (1923–2007), deutsche Malerin
- Gottfried Wilhelm Henning (1829–1909), siebenbürgischer Beamter, Schriftsteller und Übersetzer
- Gustav von Henning (1798–1880), deutscher Regierungspräsident, Ehrenbürger von Gotha

#### H
- Hagen Henning (* 1964), deutscher Schauspieler
- Hanna Henning (1884–1925), deutsche Regisseurin
- Hans Henning (Germanist) (1874–nach 1940), deutscher Germanist und Lehrer
- Hans Henning (Psychologe) (1885–1946), deutscher Psychologe
- Hans Henning (Admiral) (1895–1948), deutscher Konteradmiral, Marineattaché
- Hans H. F. Henning, auch Hans Henning (1927–2015), deutscher Germanist und Literaturhistoriker
- Hansjoachim Henning (1937–2021), deutscher Wirtschafts- und Sozialhistoriker
- Hans-Martin Henning (* 1959), deutscher Physiker
- Hans-Peter Henning (* 1960), deutscher Schauspieler
- Hans-Ulrich Henning (1950–2020), deutscher Chorleiter, Musikpädagoge und Sänger
- Harald Henning (* 1957), deutscher Politiker (CDU)
- Heike Henning (* 1974), deutsche Musikpädagogin, Hochschullehrerin, Chorleiterin
- Helga Henning (1937–2018), deutsche Leichtathletin
- Hildegard Henning, deutsche Typografin
- Horst Henning (Politiker) (1937–1995), deutscher Politiker (SPD)
- Horst-Heinz Henning (1920–1998), deutscher Komponist und Schlagertexter
- Hubert Henning (1859–1940), deutscher Kunstglasmaler, Mitinhaber der Werkstatt Henning & Andres

#### I
- Irmgard Henning (1919–2003), deutsche Volksschauspielerin

#### J
- Jacob Henning (1633–1704), deutscher evangelischer Theologe
- Jessica Hennig (* 1988), deutsche Politikerin (SPD)
- Joachim Henning (Musiker) (1899–1965), deutscher Pianist und Liederkomponist
- Joachim Henning (* 1951), deutscher Archäologe und Hochschullehrer
- Johann Wilhelm Mathias Henning (1783–1868), deutscher evangelischer Theologe, Pädagoge und Geographiedidaktiker
- Josephine Henning (* 1989), deutsche Fußballspielerin

#### K
- Karl-Heinz Henning (* vor 1946), deutscher Geologe und Hochschullehrer
- Karl-Ludwig Ostertag-Henning (1940–2005), deutscher Historiker
- Katja Henning, Pseudonym von Annemarie Weber (1918–1991), deutsche Journalistin und Schriftstellerin
- Klaus Henning (Mediziner) (1940–2003), österreichischer Mediziner
- Klaus Henning (Bildhauer) (* 1942), deutscher Bildender Künstler
- Klaus Henning (Kybernetiker) (* 1945), deutscher Kybernetiker, Informationswissenschaftler
- Klaus Henning (Politiker) (* 1965), deutscher Politiker
- Klaus Henning (Politikwissenschaftler) (* 1979), deutscher Politikwissenschaftler

#### L
- Leopold von Henning (1791–1866), deutscher Philosoph
- Levin Henning (* 1999), deutscher Schauspieler
- Lorne Henning (* 1952), kanadischer Eishockeyspieler, -trainer und -funktionär

#### M
- Magnus Henning (1904–1995), deutscher Komponist und Pianist
- Maike Henning (* 1999), deutsche Volleyballspielerin
- Margarete Müller-Henning (1924–2015), deutsche Schriftstellerin, Lyrikerin und Nachdichterin
- Margarete Henning-Roth (1899–nach 1961), deutsche Schauspielerin
- Marie Henning (1895–1948), deutsche Politikerin (KPD)
- Max Henning (1861–1927), deutscher Orientalist
- Megan Henning (* 1978), US-amerikanische Schauspielerin
- Michael Henning (* 1985), deutscher Skilangläufer
- Mike Henning (* 1960), deutscher Schauspieler

#### N
- Niklas Henning (* 1964), schwedischer Skirennläufer
- Norbert Henning (1896–1985), deutscher Internist

#### O
- Olaf Henning (* 1968), deutscher Komponist und Sänger
- Oliver Henning, deutscher Karateka
- Otto Henning (Politiker, 1833) (1833–1908), deutscher Druckereibesitzer und Politiker, MdR
- Otto Henning (Schauspieler) (1884–1950), deutscher Schauspieler, Regisseur und Intendant
- Otto Henning (Politiker, 1913) (1913–1975), deutscher Politiker (SED)
- Otto von Henning auf Schönhoff (1813–1877), königlich preußischer Generalmajor

#### P
- Paul Henning (1911–2005), US-amerikanischer Drehbuchautor und Fernsehproduzent
- Paul Henning (Volleyballspieler) (* 1997), deutscher Volleyballspieler
- Paul Rudolf Henning (1886–1986), deutscher Bildhauer und Architekt
- Peter Henning (Drehbuchautor) (* 1956), deutscher Drehbuchautor und Regisseur
- Peter Henning (Physiker) (* 1958), deutscher Informatiker und Physiker
- Peter Henning (Schriftsteller) (* 1959), deutscher Journalist und Schriftsteller
- Philippe de Henning (* 1943), französischer Grafiker und Autorennfahrer

#### R
- Rasmus Henning (* 1975), dänischer Triathlet
- Roland Henning (1935–2023), deutscher Radsportler
- Richard Henning (* 1964), US-amerikanischer Geistlicher, Erzbischof von Boston
- Rüdiger Henning (1943–2024), deutscher Ruderer
- Rudolf Henning (Germanist) (1852–1930), deutscher Germanist und Hochschullehrer
- Rudolf Henning (Theologe) (1921–2005), deutscher römisch-katholischer Theologe
- Rudolf-Christian Henning (* 1959), deutscher evangelischer Theologe
- Rupert Henning (* 1967), österreichischer Autor und Schauspieler

#### S
- Salomon Henning (1528–1589), deutsch-livländischer Politiker
- Susan Henning (* 1947), US-amerikanisches Model

#### T
- Theodor Henning (Unternehmer) (1841–1919), deutscher Industrieller
- Theodor Henning (Künstler) (1897–1946), österreichischer Maler und Bildhauer
- Thomas Henning (* 1956), deutscher Astronom
- Thor Henning (1894–1967), schwedischer Schwimmsportler
- Thusnelda Henning-Hermann (1877–1965), österreichische Dichterin
- Tim Henning (* 1976), deutscher Philosoph

#### U
- Ulf Henning (1929–2000), deutscher Biologe
- Uno Henning (1895–1970), schwedischer Schauspieler

#### W
- Walter Henning (* 1939), deutscher Physiker
- Walter Bruno Henning (1908–1967), US-amerikanischer Iranist deutscher Herkunft
- Werner Henning (* 1956), deutscher Politiker (CDU)
- Wilhelm von Henning (General, 1819) (1819–1896), preußischer Generalleutnant
- Wilhelm Henning (Politiker) (1879–1943), deutscher Militär und Politiker (DNVP, DVFP, NSFP, NSDAP)
- Wilhelm von Henning (General, 1887) (1887–1969), deutscher Offizier, zuletzt Generalmajor der Wehrmacht
- Willi Henning-Hennings (1888–1974), deutscher Bildhauer und Pädagoge
- Wolfgang Henning (1943–2007), deutscher Fußballschiedsrichter
- Wolfgang Henning (Maler) (* 1946), deutscher Maler und Zeichner